# Parafia św. Michała Archanioła w Michałowie
Parafia św. Michała Archanioła – parafia prawosławna w Michałowie, w dekanacie Lubin diecezji wrocławsko-szczecińskiej.
Na terenie parafii funkcjonuje 1 cerkiew:
- cerkiew św. Michała Archanioła w Michałowie – parafialna

## Historia
Pierwsi wyznawcy prawosławia przybyli do Michałowa 7 lipca 1947, głównie ze wsi Florynka i Poturzyn (wskutek przesiedleń w ramach Akcji „Wisła”). W tym też roku utworzono parafię. Początkowo nabożeństwa celebrowano w kaplicy domowej, poświęconej 28 sierpnia 1947. Obecną cerkiew parafialną (murowaną, w stylu łemkowskim) wzniesiono w latach 1987–1989.
W 1997 we wsi zbudowano kapliczkę pod wezwaniem Przenajświętszej Bogurodzicy (konsekrowaną przez arcybiskupa Adama, ordynariusza diecezji przemysko-nowosądeckiej), ustawiono też kamień z tablicą upamiętniającą 50-lecie istnienia parafii.
W 2013 parafia liczyła około 240 wiernych.

## Wykaz proboszczów
- 1947–1949 – ks. Jan Lewiarz
- – ks. Dymitr Chylak
- 1959 – ks. Jerzy Zilitynkiewicz
- 1959–1960 – o. ihumen Alipiusz (Kołodko)
- 1960–1966 – ks. Michał Żuk
- 1967–1969 – ks. Teodor Kuczyński
- 1969–1970 – o. ihumen Aleksy (Jaroszuk)
- 1970–1975 – ks. Bogdan Sencio
- 1975–1990 – ks. Jan Pietruczyk
- 1990–2019 – ks. Jerzy Malisz
- 2019[1]–2020 – ks. Sławomir Kondratiuk
- od 2020 – ks. Adam Horbal[2]